# Miroslav Bílek
Miroslav Bílek (2. června 1937, Bobrová – 30. června 2000, Rožnov pod Radhoštěm) byl český fotograf, teoretik a kritik fotografie, člen fotografických skupin Profil a Setkání, spoluzakladatel a dlouholetý pedagog Institutu výtvarné fotografie. Civilním povoláním byl chemik.

## Život
V roce 1955 ukončil maturitou studium na střední jedenáctileté škole v Novém městě na Moravě. Poté studoval na Vysoké škole chemicko-techologické v Pardubicích. Poté pracoval jako chemik v národním podniku Tesla Rožnov pod Radhoštěm.

## Dílo
Fotografovat začal na počátku šedesátých let. Od roku 1968 se zabýval také teorií a kritikou fotografie.
V roce 1965 byl spoluzakladatelem skupiny Profil (členové: Miroslav Bílek, Milan Borovička, Jiří Fojtík a František Janiš). Po rozpadu skupiny spolupracoval s Milanem Borovičkou. Spolu s ním a s dalšími fotografy založili v roce 1975 skupinu Setkání (jejími členy byli Petr Balíček, Miroslav Bílek, Milan Borovička, Jiří Horák, Rostislav Košťál, Taras Kuščynskyj, František Maršálek, Milan Michl, Miroslav Myška, Petr Sikula, Michal Tůma). Tato skupina zanikla po smrti Tarase Kuščynského začítkem 80. let 20. stoltí.

### Fotografické cykly
- Imaginace (1964–1967)
- Variace aktu (1969–1972)
- Pět vět o krajině
  - Pole (1973–1975)
  - Stráně (1975–1977)
  - Voda (1979–1980)
- Domy tajemství (1978)
- Prázdné prostory (1979)
- Lidé, kteří mě míjejí (1978–1980)
- Vzpomínky na cestu do Japonska (1979)
- Lidé v metru (1980)
- Voda (1979–1980)
- Den plný slunce (1980)
- Skály (1980–1981)[1]